# McCloy Academic Scholarship Program

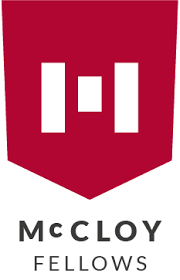
Logo des McCloy Fellowships

Das 1983 gestartete McCloy-Programm ermöglicht ausgewählten hochqualifizierten Studierenden aller Fächer ein zweijähriges Public-Policy-Masterstudium für künftige Führungskräfte an der Harvard Kennedy School. Neben der Qualifizierung für öffentliche und internationale Organisationen ist es Ziel des Programms, die transatlantische Verständigung zu fördern und die McCloy-Stipendiaten über das zweijährige gemeinsame Studium fortwirkend zu vernetzen. 
Das Programm gehört zu den höchstdotierten und prestigeträchtigsten Stipendien in Deutschland. Es ist ein exklusives Sonderprogramm der Begabtenförderung der Studienstiftung des deutschen Volkes. Jährlich werden sechs Stipendien vergeben, Schirmherr ist der Bundespräsident. Für 2025 lag die Fördersumme bei über 170.000 US-Dollar pro verliehenem Stipendium.

## Geschichte des Programms
Die Idee zur Schaffung eines McCloy Academic Scholarship Program geht auf Shepard Stone zurück, dessen Anregung von der VolkswagenStiftung 1983 aufgegriffen wurde. Die Ziele des Programms waren die Stärkung des transatlantischen Dialogs und die Qualifizierung deutscher Nachwuchskräfte in den USA. Bei der Gewinnung, Auswahl und Betreuung der Stipendiaten arbeitete die VolkswagenStiftung mit der Studienstiftung des deutschen Volkes zusammen. Das Programm wurde nach John Jay McCloy benannt, in Anerkennung seiner besonderen Leistungen für den Wiederaufbau Deutschlands nach dem Zweiten Weltkrieg und den transatlantischen Dialog.
Die ursprüngliche Finanzierung des McCloy-Programms durch die VolkswagenStiftung lief im Jahr 1993 aus. Die weitere Finanzierung erfolgte durch eine McCloy-Stipendien-Stiftung beim Stifterverband für die Deutsche Wissenschaft, die Beteiligung der Harvard University durch die Finanzierung von jährlich zehn Studienplätzen und das Bundesministerium für Wirtschaft und Technologie aus Mitteln des ERP-Sondervermögens. Seit 2002 beteiligt sich die Haniel Stiftung maßgeblich an der Förderung des Programms. Auch die McCloy-Stipendienstiftung ist an der Finanzierung beteiligt.
Direktor des McCloy-Programms ist seit 2003 der Harvard-Professor Mathias Risse.

## McCloy Fellows (Auswahl)
- Thorsten Benner, Mitgründer und Direktor, Global Public Policy Institute (GPPi), MPA 2003
- Oliver Beste, Gründer von MyToys.de, MPA 1994
- Michael Boutros, Dekan der Medizinischen Fakultät Heidelberg und Mitglied des Vorstandes des Universitätsklinikums Heidelberg, MPA 2001
- Christian Brei, Vizepräsident der Leuphana Universität Lüneburg, MPA 2014
- Marius Busemeyer, Professor für Politikwissenschaft an der Universität Konstanz, MPA 2005
- Tobias Cremer, Mitglied des Europäischen Parlaments (SPD), MPP 2017
- Gunilla Fincke, Abteilungsleiterin im Bundesministerium für Arbeit und Soziales, MPA 2005
- Thomas Geisel, ehem. Oberbürgermeister der Landeshauptstadt Düsseldorf, MPA 1992
- Reinhard Gorenflos, Aufsichtsratsvorsitzender der Securing Energy for Europe SEFE GmbH, ehem. Partner bei KKR London, MPA 1989
- Arzu Hatakoy, Projektleiterin bei der Gesellschaft für Internationale Zusammenarbeit in Beirut, MPA 2005
- Dietmar Harhoff, Direktor am Max-Planck-Institut für Innovation und Wettbewerb, MPA 1987
- Lars Hartenstein, Director am McKinsey Health Institute, MPA 2006
- Manuel Hartung, Vorstandsvorsitzender der Zeit-Stiftung Ebelin und Gerd Bucerius, MPA 2011
- Nicolaus Henke, ehem. Global Leader of McKinsey Analytics, MPA 1990
- Peter Graf von Hochberg Fürst von Pless, Vorsitzender des Harvard Club Rhein-Main, MPA 1987
- Felix Hufeld, ehem. Präsident der BaFin, MPA 1988
- Horst J. Kayser, Chief Strategy Officer, Siemens AG, MPA 1989
- Katrin Krömer, Vorständin Ressourcen der Bundesagentur für Arbeit, ehem. Leiterin Personal- und Führungskräfteentwicklung bei Deutsche Bahn AG, MPA 1999
- Susanna Krüger, Managing Director bei Social Entrepreneurship Netzwerk Deutschland (SEND) e.V., MPA 2002
- Sergey Lagodinsky, Mitglied des Europäischen Parlaments (Bündnis 90/Die Grünen), MPA 2003
- Sebastian Litta, Partner bei QuantCo, MPA 2010
- Jörg Kukies, Bundesminister der Finanzen, ehem. Staatssekretär im Bundeskanzleramt und ehem. Co-Deutschlandchef, Goldman Sachs, MPA 1997
- Ulrike Malmendier, Professor für Wirtschaftswissenschaften, University of California, Berkeley und Mitglied des Sachverständigenrats zur Begutachtung der gesamtwirtschaftlichen Entwicklung, MPA 2001
- Julia Monar, Botschafterin der Bundesrepublik Deutschland in der Republik Moldau und Beauftragte für Exportkontrolle des Auswärtigen Amts, MPA 1989
- Nils Ole Oermann, Professor für Ethik mit Schwerpunkt Nachhaltigkeit und nachhaltiges Wirtschaften an der Leuphana Universität Lüneburg sowie Associate Faculty Member der Faculty of Theology and Religion der Universität Oxford, MPA 2003
- Stephanie Oestreich, Managing Director bei Multiple Myeloma Research Foundation (MMRF), MPA 2002
- Anna Prinz, ehem. Botschafterin der Bundesrepublik Deutschland in Schweden, Australien und Slowenien, MPA 1986
- Sebastian Raedler, Head of European Equity Strategy bei Bank of America, MPP 2007
- Kirsten Rulf, Partnerin bei Boston Consulting Group, ehem. Leiterin des Referats Grundsatzfragen der Digitalpolitik im Bundeskanzleramt, MPA 2017
- Ute Sacksofsky, Professorin für Öffentliches Recht und Rechtsvergleichung an der Johann Wolfgang Goethe-Universität Frankfurt am Main und 2003–2008 Landesanwältin beim Staatsgerichtshof des Landes Hessen, MPA 1986
- Gregor Peter Schmitz, Chefredakteur Stern, MPA 2005
- Wolfgang Silbermann, Ministerialdirigent Außenpolitik im Bundespräsidialamt, MPP 2012
- Jann Spiess, Assistant Professor of Operations, Information & Technology, Stanford University, MPP 2013
- Julia Steets, Direktorin, Global Public Policy Institute (GPPi), MPA 2002
- Ralf Stegner, Landesvorsitzender der schleswig-holsteinischen SPD, von 2005 bis 2008 Innenminister des Landes Schleswig-Holstein, MPA 1989
- Léa Steinacker, Verwaltungsratsmitglied der Weleda AG, MPA 2015
- Constanze Stelzenmüller, Bosch Fellow bei der Brookings Institution, zuvor Senior Transatlantic Fellow beim German Marshall Fund und Vorsitzende des Wissenschaftlichen Beirates der Deutschen Stiftung Friedensforschung, MPA 1988
- Andrea Stürmer, Vorstandsvorsitzende Zurich Insurance Group Austria, MPA 2001
- Klaus Tilmes, Senior Advisor, President’s Initiative on Disruptive Technology for Development, The World Bank, MPA 1988
- Martin Weiss, ehem. Vorstandsvorsitzender Hubert Burda Media, MPA 1992
- Michaela Wiegel, Politische Korrespondentin FAZ Paris, MPA 1995
- Michaela Wintrich, Geschäftsführerin der Unternehmerstiftung für Chancengerechtigkeit, MPP 2012
- Gabriel Wollner, Professor für Politische Philosophie an der Universität Bayreuth, MPA 2012
- Dominik Wullers, Vorsitzender und Mitgründer des Vereins Deutscher Soldat, MPA 2020